# Кимберлинг, Кларк
Кларк Кимберлинг (англ. Clark Kimberling; род. 7 ноября 1942, Хинсдейл) — математик, музыкант и композитор. С 1970 года он является профессором математики в университете Эвансвилла. Его научные интересы включают центры треугольника, целочисленные последовательности и гимнологию.
Кимберлинг получил докторскую степень по математике в 1970 году в Иллинойсском технологическом институте, под руководством Эйба Склара. С 1994 года он издает энциклопедию центров треугольников и их свойств, которая в своей текущей онлайн-форме уже содержит список из десятка тысяч записей.

## Золотой треугольник Кимберлинга
Роберт К. Шон определил «золотой треугольник» как треугольник с двумя сторонами, имеющих отношение друг к другу в виде золотого сечения. Кимберлинг предложил расширить определение золотого треугольника Шона, включив в него треугольники, углы которых находятся в золотом сечении. Кимберлинг описал «дважды золотой треугольник», который имеет две стороны, которые находятся в золотом сечении, и который также имеет два угла, которые находятся в золотом сечении.